# Bátor Szidor
Bátor Szidor, Breisach (Pest, 1859. február 23. – Budapest, Terézváros, 1929. december 1.) zenetanár, zeneszerző.

## Életpályája
Breisach Manó (1825–1903) és Pollatschik Jozefa (1827–1903) fia. A műegyetemmel egyidejűleg elvégezte a Nemzeti Zenedét és a Zeneakadémiát. Volkmann Róbert zeneszerzés-tanítványa volt, de később zenetanárként szerzett érdemeket. 1897-ben megalapította a budapesti posta- és távíróalkalmazottak zeneegyesületét. (1886. szeptember 26-án volt a Budapesti Posta- és Távirdatisztviselők Ének- és Zeneegyesülete alakuló ülése.) Az 1902–től zeneiskolát is működtető egyesület rövidesen a főváros zenei, társadalmi és közéleti köreinek aktív résztvevője lett. A zeneiskola első igazgatója Bátor Szidor volt.

## Főbb művei
- Kamarazene, többek között egy hárfára, hegedűre és csellóra írt trió, vonósnégyes, zongorahármas és -négyes, gordonka-szonáta. Szvit vonószenekarra.
- Zongoraművek
- Operettek: Uff Király, 1885; A titkos csók, 1886; A milliomosnő (mindegyik Hegyi Bélával együtt)
- Balett: A bor
- Népszínmű: Az árendás zsidó
- Kórusművek.
- Népies magyar dalsorozata a Jó palócok c. 3 füzet, melyet Mikszáth Kálmán műve alapján Incédy szedett versbe. Falun és Alkonyatkor c. 10-10 népies magyar dalsorozat.
- Pedagógiai célú gyermekdarabok.